# 瓜尔佳氏
瓜尔佳氏（穆麟德轉寫：Gūwalgiya hala），亦作瓜勒佳氏、关尔佳氏、关佳氏，是满族姓氏，位列满族八大姓，因其名列《八旗满洲氏族通谱》首位，有“满族第一大姓氏”、“满洲巨族”的说法。《通谱》认为瓜尔佳本系地名，而有的学者则认为其前身为金代女真夹古氏、也写作加古氏、古里甲氏。
明朝末期，瓜尔佳氏共有752户，号称“居满洲全族之半”。各支系分别定居于苏完、安褚拉库、尼马察、瓦尔喀、嘉木湖、长白山、蜚悠城、辉发、哈达、叶赫、乌喇、讷殷、费德里、虎尔哈、殷、雅尔湖、吉阳、沙晋穆尔吉、沾城、噶哈里、盖鸡、松花江、黑龙江、聂尔巴、佛讷赫、兴堪、乌费和罗、浑春、嘉通阿、福新得喜莽坎、辽河、马察、兰倭赫、卦尔察、囊武等地，在后金崛起之时陆续归附。
清朝时期，瓜尔佳氏为官人数众多，素有“关朝”、“关满朝”之称，以世居苏完的部长索尔果家族最为显赫，其次子费英东为后金开国五大臣、孙鳌拜为康熙朝四大辅臣之一。此外，清末重臣胜保出自苏完瓜尔佳氏、荣禄则出自乌喇瓜尔佳氏。
民国以后，瓜尔佳氏主要以关为汉姓，其余使用石、鲍、汪、李、高、顾、白、胡、郭、果、苏、叶、常、昌、喜、森、侯、佟、唐、荣、吴、恒、门等。

## 清代世家

### 苏完

#### 索尔果家族

##### 费英东后裔
镶黄旗费英东为苏完部长索尔果次子，早年随其父率五百户归附，努尔哈赤授其为扎尔固齐，将自己的孙女嫁给他。费英东征瓦尔喀、乌喇、抚顺、叶赫等地功勋卓著，抚顺之战后金军面对明朝援军炮火停止不前，费英东督兵率先冲击明朝援军，获得大胜，努尔哈赤称其“万人敌”，授一等子，官至都统，为后金开国五大臣之一。清太宗皇太极追赠其为直义公，配享太庙，雍正帝再加其封号为信勇公。费英东之孙倭赫袭爵，顺治帝追念费英东之功加其世爵为三等公。倭赫之子富尔丹承袭，历任领侍卫内大臣、吏部尚书后、靖边大将军，因事罢职，其子兆德承袭，因事革退，此后兆德之弟哈达哈等相继承袭，哈达哈历任都统、议政大臣、领侍卫内大臣、工部尚书兼佐领。此外，费英东第四子托辉任散秩大臣、九子苏瓦颜因费英东之功，授骑都尉世职。
纳海为费英东次子，初任备御驻防千山有功，后于旅顺口阵亡，赠三等轻车都尉，其子顾尔汉、顾素先后袭职，顾素三遇恩诏加至一等轻车都尉兼一云骑尉，从征锦州、福建有为，晋为三等男，其孙拉锡泰、曾孙伊东阿等先后承袭，伊东阿袭职时定为二等轻车都尉世职。此外，纳海曾孙哲尔布任护军校，从征准噶尔阵亡，赠云骑尉世职。
索海为费英东六子，任刑部尚书，其子多颇络任佐领，从征山海关击败农民军有功，授骑都尉，三遇恩诏加至二等轻车都尉，因追念其祖父费英东之功，晋为一等轻车都尉，官至副都统、其子步军总尉道禅、孙多尔泰等先后袭职。此外，索海元孙准提保，任绥远城副都统。
图赖为费英东七子，从征董䕫、锦州、北京、滦州、大凌河、大同、山东、前屯卫、中后所屡立战功，屡次晋至三等子，入关时击败农民军有功，优封三等公，再征潼关、又于太平府城擒获福王，晋封一等公，征福建仙霞关十五战连捷，下泉州府等十城，灭南明隆武政权，后病卒于军，顺治九年追谥昭勋公，配享太庙。其子辉色、颇尔喷、孙永谦等先后袭爵。此外，图赖之孙永泰官至副都统；曾孙马尔泰历任都统，署理川陕总督、巴灵阿任副都统、马尔萨历任内大臣兼参赞大臣，征准噶尔时阵亡，赠骑都尉兼一云骑尉世职。

##### 卫齐后裔

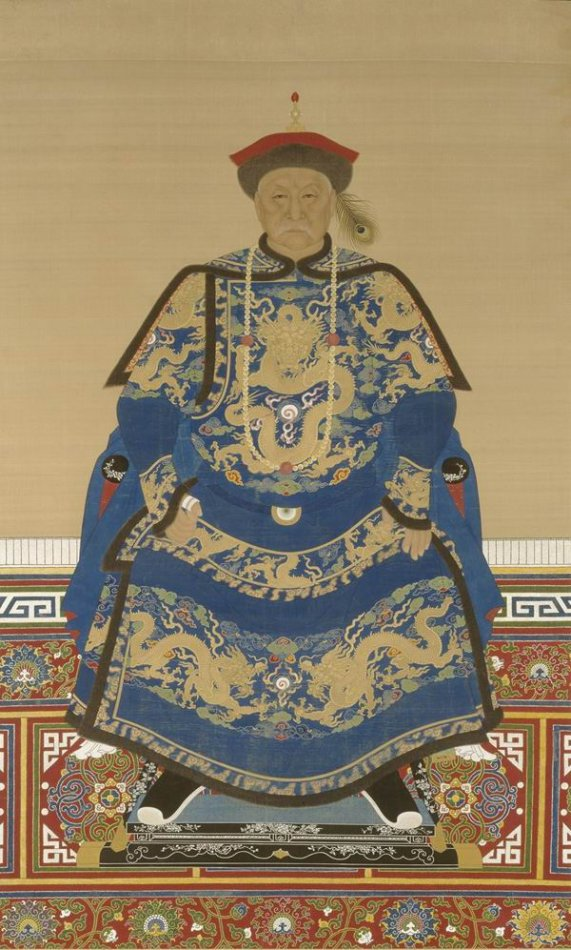
一等超武公鳌拜

镶黄旗卫齐为索尔果第九子，授骑都尉世职，征虎尔哈、北京等地有功，晋为三等轻车都尉，位列十六大臣。其次子卓普特任佐领，从征黑龙江、锦州、河南、江南等地屡立战功，优授骑都尉兼一云骑尉，任兵部理事官考绩称职，晋为三等轻车都尉，两遇恩诏优晋为一等轻车都尉兼一云骑尉，此后从征湖广有功，授三等男爵，再遇恩诏加为二等男爵，官至都统，其曾孙关福袭职时定为二等轻车都尉世职。
鳌拜为卫齐第三子，初任佐领，从征锦州、大同、于皮岛之战亲冒矢石激励士兵奋勇登城，清太宗皇太极优授其三等男，赐巴图鲁号。此后征锦州屡次击败明军洪承畴、吴三桂所部，优授三等子，定鼎北京时叙功晋封一等侯。此后统兵驻防大同，平定姜瓖叛乱，征大西军时阵斩大西皇帝张献忠，晋封二等公，康熙初年为四大辅臣之一，另特赐一等公，加太师，其军功所得的二等公令其子纳穆福承袭，任领侍卫内大臣，因鳌拜获罪而革爵，此后康熙帝追念鳌拜功绩，恩赐一等男，以其亲弟巴哈之孙苏赫承袭。雍正帝又赏还鳌拜一等公爵，加封号为超武公，令其孙达福承袭。达福从征准噶尔阵亡，加赠一骑都尉，其子岱屯袭一等公，孙德成袭骑都尉世职。此外，鳌拜之孙达礼善官至副都统。
巴哈为卫齐第四子，初任头等侍卫，顺治二年因历任三朝效力有年，特授骑都尉，因考绩称职优授二等轻车都尉，从征陕西、湖广、四川等地立功，晋为一等轻车都尉，三遇恩诏优晋一等男，官至内大臣，后因鳌拜获罪革除男爵。其次子苏尔达、八子瓜尔察均官至领侍卫内大臣、七子讷尔都为和硕额驸。
穆理玛为卫齐第六子，初袭三等轻车都尉，三遇恩诏加至一等轻车都尉兼一云骑尉，从征江西有功，升都统、靖西将军，征湖广再度立功，优授一等男，因事革除男爵，后来康熙帝特恩将卫齐原有的骑都尉赏还穆理玛之曽孙察克慎承袭。
此外，卫齐第五子萨哈官至上驷院大臣、七子索山任三等侍卫。

##### 其余后裔
镶白旗阿都巴颜为索尔果长子，其孙希福任参领，两遇恩诏授骑都尉，因监修奉先殿称职加一云骑尉，从征大同、鄂尔多斯、云南、并入缅擒获南明永历帝有功，授三等轻车都尉世职，官至太仆寺卿，其孙舒德袭职时定为骑都尉世职。
镶白旗音达户齐为索尔果第四子，其长子杨善授骑都尉，位列十六大臣之，从征大凌河有功，授三等轻车都尉，因事获罪，后顺治帝复授三等轻车都尉，其孙和罗、曾孙兵部侍郎鄂奇、元孙官宁等先后袭职。此外，杨善之子罗硕原任内阁学士兼礼部侍郎。音达户齐次子宜荪位列十六大臣，征遵化有功，授三等轻车都尉，官至兵部尚书，其子噶达浑袭职后顺治帝追念宜荪之功晋为二等轻车都尉世职。音达户齐三子吉荪任礼部尚书，其子苏丹任护军参领，从征湖广阵亡，赠云骑尉，其子迈图袭职后从征吴三桂于韶州阵亡，赠为骑都尉，其子马代、孙塞克图等相继承袭。此外，吉荪之子吴丹从征山东、湖广、察哈尔布尔尼有功，优授骑都尉兼一云骑尉世职，官至副都统，其曾孙伊成额袭职后从征准噶尔阵亡，赠为三等轻车都尉世职，其子苏崇阿等相继袭职。音达户齐五子吉赛任佐领，从征山海关有功，授云骑尉，官至上驷院大臣，其子武伯赫袭职遇恩诏授骑都尉世职。吉赛之弟纳都祜任护军参领，从征河南、江南、江西、蒙古等地有功，授二等轻车都尉，历任都察院副都御史、副都统兼佐领，因无嗣将二等轻车都尉世职令其兄之子鲁伯赫承袭，后因事革除世职，后乾隆帝特恩赐骑都尉世职，令鲁伯赫第三子齐格承袭。
镶黄旗吴尔汉为音达户齐第五子，其次子吴赖从征北京、山东、锦州、山海关等地屡立战功，晋至二等轻车都尉，三遇恩诏优晋二等男，官至都统。其孙多晋袭职时定为二等轻车都尉世职，官至护军统领。此外，吴赖之子顾德任委署护军叅领，从征云南有功，授云骑尉世职。吴赖之弟巴赛任佐领，从征锦州有功授骑都尉，任兵部库官期间考察称职加一云骑尉遇恩诏授三等轻车都尉，因事降为骑都尉，又两遇恩诏加回三等轻车都尉卒，其四世孙朱保袭职时定为骑都尉世职，历任治仪正。吴赖亲兄多干之子喀赛任员外郎，从征江西、四川、广东等地有功，授骑都尉世职，官至郎中；曾孙南太任佐领，从征准噶尔阵亡，赠云骑尉世职。
正黄旗巴本为索尔果第六子，其曾孙席特库任佐领，从征厄鲁特噶尔丹有功，授云骑尉，后因事革除世职，其子永长任护军校、奇尔赛任前锋校。镶白旗郎格为索尔果第七子，历任尚书、议政大臣，其孙席卜臣任前锋侍卫，屡从征讨有功授三等轻车都尉，后再征荆州、援江宁有功，授二等轻车都尉，历任都统、镇西将军，因事革除世职。镶黄旗雅尔巴为索尔果第八子，其孙喀帕任委署参领，从征察哈尔布尔尼、浙江、福建、云南屡立战功，优授骑都尉兼一云骑尉世职，因无嗣由其亲伯之孙官达理等先后袭职。

##### 其他同族
正白旗三谭为索尔果同族，早期率三百户归附，编佐领使其子布赖统领。三谭之孙多尔晋任前锋参领，因攻克皮岛之功授骑都尉世职；董鄂络任佐领，从征锦州、北京、山东、山海关等地立功，授骑都尉兼一云骑尉世职，官至护军参领，后人承袭时因事削除世职；察干特恩授骑都尉，三遇恩诏加至三等轻车都尉，从征锦州、山东立功，授为二等轻车都尉，官至护军参领兼佐领，其从孙翁果理袭职时定为骑都尉世职。扎鼐为三谭亲叔额克清格之孙，任佐领，其子瞻霸任弘文院学士，定鼎北京时授骑都尉，官至礼部侍郎，其子浩善袭职后三遇恩诏加至二等轻车都尉，官至郎中，其曾孙色都袭职时定为骑都尉世职，官至任副都统兼佐领，此后由色都伯祖之孙塞楞额等先后袭职，塞楞额历任西安巡抚等职。扎鼐之孙德克精额任前锋参领，从征厄鲁特噶尔丹有功授云骑尉世职。
正白旗克尔素为索尔果同族，归附后编佐领使其子席尔那管理，官至参领。席尔那之子车克袭佐领，清太宗皇太极赐姓觉罗，任前锋侍卫。车克从征锦州、山海关立功，授骑都尉，后任户部理事官期间考绩称职加一云骑尉，两遇恩诏加至二等轻车都尉，历任户部尚书、议政大臣、内秘书院大学士，其孙柏赉袭职时定为骑都尉兼一云骑尉世职。克尔素曾孙尚机图任护军校，驻防荆州击退敌人有功，从征福建厦门时阵亡，赠云骑尉，因无嗣其亲弟罗多理袭职，从征耿精忠有功授骑都尉世职。
镶黄旗包衣达古善为索尔果同族，其孙郭迈官至内大臣；雅尔占定鼎燕京时有功，授骑都尉世职，其五世孙执谦为执谦乾隆元年进士。
正黄旗尼堪为索尔果同族，其八世孙马尔图任骁骑校从征准噶尔阵亡，赠云骑尉世职。

#### 丹布家族
正蓝旗丹布之子迈堪因奉侍顺治帝敬慎小心，特恩授三等轻车都尉，遇恩诏授为二等轻车都尉，不久又特恩授为一等轻车都尉，任散秩大臣兼佐领，其曾孙苏库袭职时定为二等轻都尉世职。丹布之孙富达理任三等侍卫，顺治帝驾崩时以身殉葬，赠一等轻车都尉世职，其子和尔敦、孙法保等先后袭职。
那尔布为丹布同族，其长子刚林因博通群书赐巴克什号，历任弘文院大学士，后因事获罪、四子察布海任礼部侍郎、五子常鼐官至吏部尚书；孙陶岱官至户部侍郎。倭赫为丹布同族，任礼部启心郎期间两次考察称职，授骑都尉兼一云骑尉，三遇恩诏加至一等轻车都尉，官至礼部尚书，其孙梅勒屯袭职因卒无嗣由其亲伯之孙苏柱承袭，定为骑都尉兼一云骑尉世职。达敏为丹布同族，其孙华色任委署护军校，从征云南、厄鲁特噶尔丹有功，授骑都尉，官至二等侍卫。阿纳汉为丹布同族，其次子敦泰任八品官，从征陕西于秦州阵亡，赠云骑尉世职。胡什布夸尔达为同族，其曾孙丹岱官至杭州将军。

#### 巴布喀家族
正黄旗巴布喀之子阿喇穆任佐领从征松花江阵亡，赠云骑尉，其子锡特库袭职遇恩诏，授骑都尉，其兄安珠瑚袭职后两遇恩诏加至三等轻车都尉，从征浙江舟山有功，授二等轻车都尉，历任宁古塔副都统，任内将新满洲及席北等移至乌喇宁古塔编为佐领，康熙帝特赐其一等轻车都尉兼一云骑尉，升奉天将军，招抚毛文龙旧部子孙编入佐领，后因事未袭。其子安世布挑为拜唐阿、安世报任防御。
和硕推为巴布喀同族，从征北京、山东等地有功，授骑都尉，遇恩诏加一云骑尉，因无嗣由其亲兄之子永贵袭职，两遇恩诏加至二等轻车都尉，从征福建在罗源县阵亡，赠一等轻车都尉，其从子关保袭职时定袭骑都尉兼一云骑尉世职。达邦阿为巴布喀同族，其曾孙马尔图任户部尚书；鼐山任护军参领，从征吴三桂有功，授骑都尉世职；麻勒吉为顺治壬辰科状元，历任两江总督、刑部侍郎、奉命征广西招抚吴三桂麾下总兵等五十余员；元孙耿额官至兵部尚书。

#### 石国柱家族
汉军正白旗石国柱其曾祖卜哈担任明朝建州左卫都指挥佥事，祖父阿尔松噶嘉靖时袭职，父石翰迁居辽东，以石为氏。后金军攻打广宁时，石国柱带领其弟石天柱、石廷柱举城迎降，授轻车都尉，此后屡次从征有劳绩，优授为三等男，任工部尚书，奉命镇守盖州，招降孔有德所部数千人。其子达尔汉任副都统、孙赛因达礼任都统、曾孙石如璧、石如璜任副都统。
石天柱为石翰次子，原为明朝广宁千总，以献城之功授三等男，官至刑部尚书，后因事削职。其子班音达礼任参领，从征大同等五城有功，授云骑尉，两遇恩诏加至骑都尉兼一云骑尉，其子石文彦、孙石如锡等先后袭职，此后定为云骑尉世职。
石廷柱为石翰三子，原为明朝署事守备，授三等轻车都尉。从征囊努格、察哈尔、旅顺口、塔山、杏山等地屡立战功，授为二等子。此后招抚昌平、怀来、太原等地有功晋为一等子，遇恩诏晋三等伯。围大同，并攻克浑源、汾州府等五城晋二等伯，又两遇恩诏晋一等伯兼一云骑尉，因事降为三等伯，历任都统、兵部尚书、京口镇海将军。其孙石文炳袭爵，历任福州将军、都统。其子傅达理、庆德、孙祥泰袭职等先后袭爵，均因事被革，后以祥泰叔祖之子石勇承袭一等子兼一云骑尉世职，任副都统兼佐领。此外，石廷柱之子华善官至内大臣、定南将军、封和硕额驸、石琳官至两广总督；孙石文晟官至湖广总督、石文桂官至副都统、石文英、石文昌均官至都统、石文焯官至礼部尚书；曾孙女、石文炳之女石氏即允礽太子妃。

#### 其他
正黄旗吴巴海从征明朝、瓦尔喀、乌札拉、阿库里、尼满、额赫库伦等地屡立战功，优授为三等子，官至宁古塔将军，以其亲弟之子福喀为养子分袭一等轻车都尉世职；吴巴海之侄锡汉分袭骑都尉世职；吴巴海亲弟辖色分袭骑都尉世职，隶镶白旗。
正白旗扎尔瑚纳长子嘉隆阿任骁骑校，从征黑龙江有功授云骑尉，于延安府追击农民军时负伤十二处而死，优赠三等轻车都尉，因无嗣由亲弟之子嘉珠袭职，遇恩诏晋为二等轻车都尉世职。扎尔瑚纳次子噶布拉从征北京、山东，于乐安县之战首先登城，赐巴图鲁号，授骑都尉，后从征山海关击败农民军有功，加一云骑尉，其子盖都袭职遇恩诏授二等轻车都尉，其子噶尔汉袭职，因无嗣由其亲叔之孙玛赖袭职，玛赖又因承袭其父玛晋宝的二等轻车都尉，并世职为二等男，因无嗣由其族叔雅尔赛袭职，后定为一等轻车都尉兼一云骑尉世职。扎尔瑚纳三子岱楚任前锋校，从征云南、贵州时立功，授云骑尉世职。
正白旗鄂泰从征白河所首先登城，赐巴图鲁号，授骑都尉，后征江西九江府第二登城，授为三等轻车都尉，因事削革，担任马甲从征陕西，因招抚王辅臣之功授骑都尉兼一云骑尉，官至副都统。其子鄂山袭职后从征厄鲁特噶尔丹有功，授为三等轻车都尉，官至副都统，后因事降回骑都尉兼一云骑尉世职。正黄旗海音布从征北京、山东，于蓟州之战第三登城，赐巴图鲁号，授骑都尉，三遇恩诏加至二等轻车都尉，官至城守尉，其曾孙札实袭职时定为骑都尉世职。镶黄旗巴林从征山东，于深州之役登城时阵亡，赠骑都尉世职。正白旗喀嚢阿从征广宁等地有功，授骑都尉世职，官至佐领。正黄旗达拉密从征北京、山东，攻博野县第三登城，授云骑尉，入关时击败农民军有功晋为骑都尉世职。镶红旗瑚瑚那任前锋校，从征锦州、蒙古等地有功，授云骑尉世职。正黄旗苏尔都五世孙费扬古任八品官，从征广东与马雄作战时阵亡，赠云骑尉世职；胡什巴任兵部理事官兼佐领，考绩称职授云骑尉世职，三遇恩诏加至三等轻车都尉，因事降为骑都尉兼一云骑尉世职。镶黄旗包衣桑固尼任议政章京，其孙希福任四品官，从征福建梯攻泉州府有功，授骑都尉世职。正黄旗阿拉密之子穆理任佐领，从征四川各地有功，优授骑都尉世职。阿拉密之孙哈鼐任工部侍郎。正红旗那兰元孙杨霭任护军参领，从征锦州、山海关有功，授骑都尉世职。正黄旗达兰天聪时期归附，从征北京攻永平府第二登城，授云骑尉，平定朝鲜时梯攻哈达城登城阵亡，赠骑都尉世职。镶白旗倭赫讷之子武鲁理任委署护军校，从征贵州有功，征湖广在岩山岭阵亡，赠骑都尉世职。正白旗瑚锡曾孙赫图任护军，从征湖广攻长沙府首先登城，优授骑都尉世职。
镶黄旗塔纳喀广衮元孙色勒任委署护军校，从征云南在双河口中炮阵亡，赠云骑尉，其子牛钮袭职后从征江西在中家营阵亡，赠骑都尉世职，因无嗣由其亲伯之子色黑、色黑之子桑格等相继承袭；潘达理任防御从征厄鲁特噶尔丹有功，授云骑尉世职。正白旗米哈那元孙殷达浑从征大同攻朔州时首先登城，授云骑尉世职。正白旗舒库理之子殷泰任前锋侍卫，从征湖广、江西、云南，并入缅擒获永历帝有功，优授骑都尉兼一云骑尉世职；舒库理之孙哈尔哈齐任委署护军参领，从征云南有功，授云骑尉世职。镶白旗都智拔天聪时期率族众归附，其亲叔嚢格之孙额虎德任防御，从征云南、贵州，于征湖广时在茅麓山阵亡，赠云骑尉世职，其元孙富赉官至知府，富赉曾孙胜保为清末重臣。镶黄旗谟秦格尔根四世孙吴喀任骁骑校，从征贵州有功授云骑尉世职，官至员外郎；五世孙六格任张家口总管、苏尔泰任牧长。正黄旗穆舒天聪时期归附，六世孙达礼琥任候补寺正，从征察哈尔布尔尼有功，授云骑尉世职，官至郎中；常爱任委署护军校，从征云南有功授云骑尉世职，官至协领。镶白旗永安曾孙博和理任委署护军校，从征浙江、云南有功授云骑尉世职。正黄旗鄂尔齐布五世孙努温岱任八品官，从征陕西在平凉府与王辅臣作战时阵亡，赠云骑尉世职；六世孙海绶任户部侍郎。正白旗瑚尔赫讷元孙席图库任佐领，从征福建于海澄县贼阵亡，赠云骑尉世职。镶蓝旗叶楞额曾孙阿尔布任护军校，从征准噶尔阵亡，赠云骑尉世职；富成额任委署护军校，从征浙江、云南有功，授云骑尉世职，官至佐领。正白旗岳尔多曾孙阿那布任委署护军校，从征湖广、云南有功，授云骑尉世职。正白旗乌巴海任前锋校，从征湖广于长沙府阵亡，赠云骑尉世职。正黄旗萨木哈之子迈图任委署骁骑校，从征江西，后攻云南力战阵亡，赠云骑尉世职。正白旗富尔琥五世孙丹岱任委署章京，从征浙江舟山、湖广洞庭湖有功，授云骑尉世职。正蓝旗托显七世孙长绶任八品官，从征察哈尔布尔尼有功，授云骑尉世职。正蓝旗哈都芬元孙巴兰岱从征西藏有功，授云骑尉世职，任护军参领。镶红旗准布禄任护军校，从征贵州、山东有功，授云骑尉世职。正白旗阿尔屯之子杭奇任委署护军校，从征吴三桂有功，授云骑尉世职。镶红旗额西腾任委署护军校，因战功授云骑尉世职。镶蓝旗吴库努墨尔根四世孙郎克理任骁骑校，从征江西在骡子山与韩大任作战时阵亡，赠云骑尉世职。镶蓝旗侃布之子胡图任骁骑校，从征四川在槐树驿力战阵亡，赠云骑尉世职。正白旗阿都之孙法什理任护军校，从征云南、湖广有功，授云骑尉世职。正红旗拜都从征湖广于茅麓山立功，授云骑尉世职。镶白旗伯喜之孙达理从征江西著有军功，授云骑尉卒世职。
正红旗包衣礼敦拜瑚、克锡库兄弟二人早年率众归附，清太祖努尔哈赤免其徭役，将克锡库之子阿鼐授为佐领，令其世袭，并赐银牌。其孙都席、苏纳海、曾孙存柱、元孙萨尔泰、四世孙萨图等相继承袭。

### 安褚拉库

#### 劳萨家族
镶红旗劳萨与世居苏完的费英东等同族，早年从征辽东、多罗特有功，授二等轻车都尉。后金初次入塞时担任大军前哨，因作战有功授一等轻车都尉。从征大凌河、锦州，持纛直击明朝监军道张春所部获胜，赐硕翁科洛巴图鲁号，授三等男，设佐领使其统领。此后征锦州、朝鲜、察哈尔、北京、山东等地屡立战功授二等男，升前锋统领，清军第三次锦州围城时与明军洪承畴部作战时阵亡，优赠为三等子。其子程尼承爵后三遇恩诏晋封一等伯，任议政大臣，从征湖南于衡州阵亡，加赠一云骑尉，因无嗣，爵位由其亲叔罗璧承袭。
罗璧为劳萨亲弟，从征锦州，与洪承畴作战八处负伤，授骑都尉，入关时击败农民军有功加一云骑尉，三遇恩诏加至一等轻车都尉。因其侄程尼阵亡无嗣，将其一等伯兼一云骑尉并为二等公由罗璧承袭，官至议政大臣。其子顺保分袭一等伯兼一云骑尉世职、孙雅布拉分袭一等轻车都尉世职。顺保之后，其子奇通额、孙青州将军钦拜等先后袭爵。雅布拉之后，其弟硕岱、侄永泰、奉天将军额洛图等先后袭职。此外，罗璧之孙岳岱官至副都统兼佐领。
劳萨亲伯唐务曾孙顾普察任护军参领，从征陕西在平凉与王辅臣作战时阵亡，赠云骑尉世职。劳萨族侄和善任护军校，从征贵州，回兵时击败郑成功所部，授云骑尉，官至佐领，其子僧保袭职后从征厄鲁特噶尔丹有功，晋为骑都尉世职。

#### 其他
镶红旗王柱，天聪时期与其弟王吉努及族人同里归附，设佐领令王吉努之子图赫统领。其孙马克札任护军参领，入关时击败农民军，授云骑尉，三遇恩诏加至三等轻车都尉，其子马克沙袭职后因事革退，其亲叔之孙来格、曾孙穆尔占等先后袭职，穆尔占承袭时改回云骑尉世职。王吉努之孙夸瞻任佐领，入关时击败农民军有功，授骑都尉，后任吏部理事官考绩合格加一云骑尉，三遇恩诏加至一等轻车都尉。其子拉占袭职后任佐领，从征浙江于武功山阵亡，加赠一云骑尉世职。其子拉奇、孙鲁尔占等先后袭职。鲁尔占承袭时改为三等轻车都尉世职。满珠为王柱同族，于天聪年间归附，任前锋校，其曾孙巴什任护军校，从征云南、厄鲁特噶尔丹均有功，授为骑都尉世职。
镶红旗马克都，天聪时期归附，其元孙瑚山任笔帖式，从征厄鲁特噶尔丹于乌尔辉河阵亡，赠云骑尉世职。马克都亲弟马唐阿曾孙殷泰任防御，从征厄鲁特噶尔丹有功，授云骑尉，官至川陕总督，因居官清廉勤勉，康熙帝特准其本来只能承袭一次的云骑尉改为世袭罔替，其子瑚锡霸、孙瑚松阿等先后承袭。
镶蓝旗和托任半个佐领，其子叶克承袭后因事革退。和托亲兄吴勒穆之元孙观音保任副都统。和托伯祖穆齐喀元孙瑚尔桑阿任佐领，从征四川、陕西等地屡立军功，授骑都尉世职。
正白旗包衣魏班曾孙颜拜任委署护军校，从征浙江、福建，于泉州祖头山阵亡，优赠骑都尉世职。
正蓝旗安楚达元孙索鼐任护军校，从征四川于张飞庙阵亡，赠云骑尉世职。

### 尼马察
镶蓝旗尼唐阿早年率兄弟和同里之人归附，编佐领使其统领。其弟尼努授骑都尉，从征黑龙江有功加一云骑尉卒，其子根特袭职后从征山海关、湖广、陕西、湖南、浙江等地战功卓著，又遇恩诏，优授为一等男，历任都统、议政大臣。其子格图肯袭职后因事革退，其侄玛沙袭职时改为一等轻车都尉兼一云骑尉世职，尼努之孙海兰任六品官，从征湖广阵亡，赠云骑尉世职。
正黄旗奇唐阿之元孙德和得任护军校，从征江西、湖广有功，后于乌兰布通之战阵亡，赠云骑尉世职。
镶蓝旗达尔巴齐六世孙罗密任委署防御，从征准噶尔阵亡，赠云骑尉世职。

### 瓦尔喀

#### 札尔赳家族
镶蓝旗札尔赳（查尔纠）原为瓦尔喀部长，早期率百户归附，编佐领令其子颜布理（雅母布立）统领，授为骑都尉，从征沈阳阵亡，赠二等轻车都尉。其子叶勒慎（叶勒伸、叶勒深）袭职后因事罢退，其弟格尔特（格尔泰）袭职后从征锦州、前屯卫有功，授为一等轻车都尉，因事降为骑都尉，三遇恩诏又加至二等轻车都尉，征四川、贵州有功，优授为一等轻车都尉兼一云骑尉，官至护军参领兼佐领，其子噶尔图浑、噶尔图、孙雅赉等先后袭职，雅赉伯祖元孙马时泰袭职时改为三等轻车都尉世职。马时泰之子德楞额袭职时又改为骑都尉世职。札尔赳曾孙噶达浑任佐领，从征陕西与王辅臣作战时阵亡，赠云骑尉世职。家族管理镶蓝旗第四㕘领第七佐领（钦定八旗通志），括号里名字异写见八旗通志初集。 
札尔赳之弟瞻丕理之子图勒慎任防御，入关时击败农民军有功，授云骑尉，三遇恩诏加至三等轻车都尉，官至城守尉。其子倭赫讷袭职后从征贵州击败郑成功部有功晋为二等轻车都尉，其曾孙柏赫袭职时改为骑都尉世职。瞻丕理之子罗和任护军参领，两遇恩诏授骑都尉，从征大同、云贵等地有功加一云骑尉世职。瞻丕理之孙罗碧任护军校从征山东、察哈尔、云南等地屡立战功，授为骑都尉世职。
穆哈达为札尔赳同族，其曾孙镶红旗噶锡屯早年率族众归附，授二等轻车都尉，编佐领使其子叶楞额统领。叶楞额之子洪什卢任护军参领，从征云南，入缅擒获永历帝有功，授云骑尉，后征察哈尔布尔尼作战招抚有功，优授为三等轻车都尉世职，官至任副都统。穆哈达六世孙佛保任佐领，定藏有劳绩授云骑尉世职。

#### 瓦珠家族
镶白旗瓦珠早期率族众归附，设佐领使其统领。其亲兄伊尔都曾孙赫达色任佐领，从征厄鲁特噶尔丹有功，授云骑尉世职；四世孙吉哈理任前锋侍卫，从征准噶尔阵亡，赠云骑尉世职。
赫勒为瓦珠伯祖舒起元孙，任防御，从征北京、山东、河南、江南等地立功，授云骑尉世职，任佐领。赫勒之子葛思特任前锋参领，从征浙江、厄鲁特噶尔丹，于乌兰布通阵亡，优赠骑都尉世职、副都统衔。赫勒族孙阿尔都从征北京、山东，于献县第二登城，后征江西梯攻南昌府首先登城阵亡，优赠骑都尉世职。
和硕为瓦珠同族，曾孙博礼任骁骑校，从征广东、贵州有功，授云骑尉，其子保色袭职后从征厄鲁特噶尔丹有功，授骑都尉，后因定藏著有劳绩加一云骑尉世职，官至副都统。

#### 其他
镶蓝旗俄孟额与世居尼马察的尼唐阿为同族，早年率族人归附，编佐领使其统领，位列十六大臣，授骑都尉，三遇恩诏加至二等轻车都尉世职，其元孙法灵阿袭职时改为骑都尉世职、满福任副都统。
正白旗额尔碧赫从征大同攻左卫首先登城阵亡，赠骑都尉，其子松鄂托袭职三遇恩诏加至二等轻车都尉，因无嗣停袭，后雍正帝特赐云骑尉世职令其族孙何申承袭。镶蓝旗达卓之子满都任护军校，从征云南等地立功，优授骑都尉，后征厄鲁特噶尔丹有功加一云骑尉世职。镶红旗玛瑚善之孙萨克锡任护军校，从征浙江舟山阵亡，赠云骑尉，其子安锡袭职后因无嗣由其亲伯之子席图承袭，席图从征云南、厄鲁特噶尔丹均有功，晋至骑都尉兼一云骑尉世职。镶蓝旗巴颜宗之孙阿尔泰任护军校，从征厄鲁特噶尔丹于乌兰布通阵亡，赠云骑尉世职。

### 嘉木湖
镶白旗塔晋巴颜之子张山任佐领，授骑都尉，从征锦州力战负伤，晋三等轻车都尉，因其子获罪降为骑都尉，三遇恩诏加至二等轻车都尉。其子乌尔嘉图袭职后从征广东于新会县击败李定国有功，授一等轻车都尉，其子萨穆素袭职时改为骑都尉兼一云骑世职。塔晋巴颜之孙多克索理从征攻南皮县首先登城，赐巴图鲁号，授骑都尉，三遇恩诏加至二等轻车都尉。其子张库袭职后从征江西、广西、云南有功，优授为一等轻车都尉兼一云骑尉，官至副都统。其子海保袭职时改为三等轻车都尉世职。
镶黄旗对亲曾孙达克塔任护军校，从征浙江、陕西有功，优授骑都尉世职。
镶白旗瑚瑚那天聪时期归附，任骁骑校。其族侄何和理任骁骑校，从征陕西于华山阵亡，赠云骑尉世职。

### 长白山
胡瞻元孙镶黄旗马库礼任半个佐领；五世孙安冲阿任护军校从征福建汀州府首先登城，赐巴图鲁号，授骑都尉，三遇恩诏加至二等轻车都尉，其曾孙和清袭职时改为骑都尉世职；爱哈纳任护军校，从征广西、云南、乌兰布通有功，授云骑尉世职，官至步军总尉；墨尔浑任护军校，从征福建、云南有功，身后追赠云骑尉世职；六世孙黄海官至上驷院大臣兼副都统、钟保任刑部侍郎、纳尔泰任盛京礼部侍郎。胡瞻同族阿珠果巴颜曾孙正蓝旗玛玳任委署章京，从征云南，入缅擒获永历帝有功，授云骑尉世职。
镶红旗额赫礼曾孙舒恕任亲军校，从征陕西、云南有功，身后追赠云骑尉世职；元孙牛慕顺任防御，于雅克萨城阵亡，优赠骑都尉世职。
正白旗齐克腾之孙木星阿任护军参领，从征福建于厦门阵亡，赠骑都尉世职。

### 哈达

#### 巴岱家族
镶黄旗巴岱归附后编佐领令其子颜布禄统领。巴岱之孙布达理、巴山均任佐领，巴山授骑都尉，从征大凌河、北京、山东、山海关等地有功，晋至三等轻车都尉，三遇恩诏加至三等男，后驻防江宁时御敌有功授为二等男。其子舒恕袭职后从征陕西击败王辅臣，再征云南立功，晋一等男。其子常清袭职时改为一等轻车都尉世职，任佐领。巴岱曾孙布克沙任护军参领，从征皮岛率先攻入，后从征锦州、山东、蒙古等地有功，授骑都尉兼一云骑尉世职，其子韩楚汉等相继袭职。布克沙之子贵福任二等侍卫兼佐领，从征云南、江西，在建昌府钟鼓山作战负伤而死，赠云骑尉世职。此外，巴岱元孙穆成额官至盛京刑部侍郎、佛济保官至副都统兼佐领。
正红旗胡什哈为巴岱同族，其元孙索尔科任骁骑校，从征厄鲁特噶尔丹有功授云骑尉世职，官至歩军副尉。

#### 尼雅济布家族
正红旗尼雅济布之孙阿钮任骁骑校，从征陕西于平凉府击败王辅臣有功，授云骑尉世职，任佐领。

#### 其他
正白旗玛雅实希族侄吴尔祜任委署骁骑校，从征福建在盖峙山阵亡，赠云骑尉世职。因无嗣由其亲弟华色袭职，后从征陕西、云南有功，晋为骑都尉世职。镶红旗硕玛之子萨哈达任委署䕶军参领，从征湖广、察哈尔布尔尼有功授骑都尉世职，官至城守尉。正蓝旗硕色之孙鄂莫克图任护军校，从征福建阵亡，赠骑都尉世职。
镶黄旗福尔纳天聪时期归附，其子瓦尔达任前锋校，从征福建阵亡，赠云骑尉世职；元孙赫成任护军校从征准噶尔阵亡，赠云骑尉世职。镶白旗迈佟阿元孙乌纳海任前锋校，从征准噶尔阵亡，赠云骑尉世职。镶黄旗和隆格天聪时期归附，其孙杨淑任护军校，从征准噶尔阵亡，赠云骑尉世职。正蓝旗胡锡屯之阿三泰任委署骁骑校，从征广东、云南有功，授云骑尉世职。

### 叶赫

#### 明爱家族
正蓝旗明爱从征大同，攻左卫时第二登城阵亡，赠云骑尉，其子尚吉图袭职后三遇恩诏加至三等轻车都尉，从征四川、江西、湖广等地有功授二等轻车都尉，官至副都统。其子查克丹袭职，官至都察院左都御史，因事革退，其亲侄长远袭职后定为骑都尉世职。
谟锡为明爱同族，其子谟索理任防御，从征江西、湖广、乌兰布通等地有功，授云骑尉世职，任佐领。堪布禄亦为明爱同族，其亲叔格尔泰曾孙阿尔泰任护军校，从征四川于野狐岭、朝天关等处立功，后于盘龙山阵亡，赠骑都尉世职。

#### 其他
正黄旗喀屯之孙苏巴泰从征北京、山东，攻济南时第四登城，赐巴图鲁号，授骑都尉兼一云骑尉，从征锦州击败松山、杏山明朝援兵，授为三等轻车都尉，三遇恩诏加至一等轻车都尉兼一云骑尉，其曾孙察克泰袭职时定为三等轻车都尉世职。
正白旗古尔佳曾孙傅喀任理藩院员外郎，考绩称职授云骑尉世职；元孙胡什布任护军校，从征大同中炮阵亡，赠云骑尉，其子傅达理袭职后从征湖南有功晋为骑都尉世职。正红旗班济那之孙荪达理任骁骑校，从征湖广、云南有功，优赠骑都尉世职。
镶黄旗噶琨天聪时期归附，其孙佟阿理任防御，从征云南立功，授云骑尉世职。正红旗乌晋泰之子鼐音逹理从征四川有功授云骑尉世职。镶红旗本泰之孙乌勒任委署章京，从征西藏在索罗木阵亡，赠云骑尉世职。镶蓝旗椿布禄曾孙荪泰任骁骑校，从征准噶尔，赠云骑尉世职。镶蓝旗阿吉布之孙赖丹从征吴三桂有功，授云骑尉世职，官至任城守尉。正红旗金达尔汉之子四格色任委署护军校从征吴三桂有功授云骑尉世职，官至佐领。镶白旗阿哈之孙叶成额官至刑部尚书。

### 乌喇

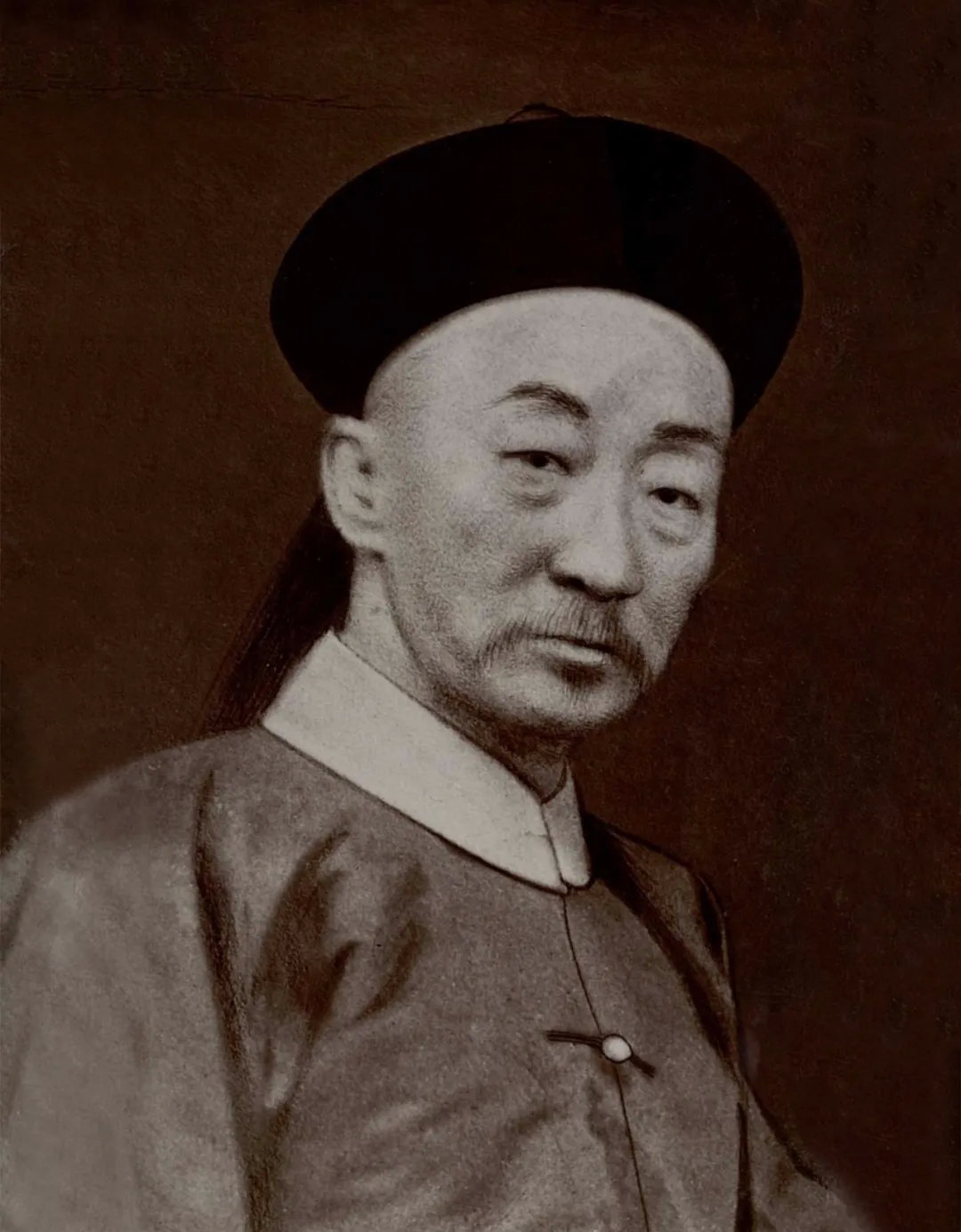
晚清重臣荣禄出身乌喇瓜尔佳氏

镶黄旗耀普托诺曾孙满都理任护军，从征朝鲜、锦州有功，又因侍奉顺治帝特恩授三等轻车都尉，遇恩诏加为二等轻车都尉，官至内大臣卒其子喀都理袭职，任陵寝总管兼佐领；元孙三泰任经筵讲官、议政大臣、协理内阁大学士、礼部尚书兼佐领。
镶白旗多内与世居苏完的吴巴海同族，任佐领，从征哈达有功，授二等轻车都尉，位列十六大臣。其子鄂谟克图袭职后从征朝鲜、喀尔喀、大同等地屡立战功，授为一等轻车都尉兼一云骑尉，官至都统兼佐领，后因事削除世职。
正白旗多和伦从征广宁、锦州有功，授云骑尉世职，其孙进布等先后袭职。多和伦之子额黑麻库任三等侍卫，从征福建阵亡赠云骑尉世职，因无嗣，其亲侄朱满袭职，后从征江西、云南有功，优授为骑都尉兼一云骑尉，官至荆州将军，因效力多年有功绩，赠三等轻车都尉世职。
镶黄旗邦珠瑚天聪时期归附，来归其子图弼赫任护军校，从征吴三桂于秦州阵亡，优赠三等轻车都尉世职。
镶黄旗乌音特元孙喀喀齐从征北京、山东有功，授云骑尉，三遇恩诏加至三等轻车都尉，因无嗣，其从兄弟倭赫袭职，后从征浙江舟山有功，授为二等轻车都尉，其孙托晋泰袭职时改为骑都尉世职。
正蓝旗图土伦曾孙伟齐任刑部侍郎、禅聘任护军校，从征云南、江西等地有功，优授骑都尉世职。
正蓝旗叶克舒任防御，从征山海关、淮安有功，授云骑尉，三遇恩诏加至三等轻车都尉，其孙图赫特袭职后从征湖广阵亡，赠为二等轻车都尉，其子佟德袭职时定为骑都尉世职。此后，佟德叔祖达尔济袭职历任护军统领、建勋将军，因事革退，其亲侄伊图袭职时定为云骑尉世职。
镶白旗阿布岱从征北京、山东有功，授云骑尉遇恩诏晋为骑都尉，因无嗣由其亲兄阿布赖袭职，两遇恩诏加至三等轻车都尉，从征浙江舟山有功，晋为二等轻车都尉，曾孙德柱袭职时改回骑都尉世职，任副护军参领。
镶蓝旗喀尔喀济从征锦州有功，授云骑尉世职。喀尔喀济亲弟海苏之四世孙乌雅图任护军校，从征江西阵亡赠云骑尉世职。喀尔喀济亲弟肯布禄曾孙巴尔赛任主事从征西藏阵亡，赠云骑尉世职。正红旗玛鼐任佐领，其子满岱承袭佐领后攻前屯卫、山海关等地有功，授云骑尉世职，官至御史。其子巴济那袭职后，官至盛京礼部侍郎。巴济之子武德等先后袭职。玛鼐元孙巴喀任前锋参领，从征准噶尔阵亡，赠云骑尉世职。镶黄旗鉴布曾孙阿哈达任委署护军校，从征云南有功授云骑尉世职。镶红旗费约络和元孙张泰任员外郎，从征浙江舟山有功，授云骑尉世职，官至历任西安副都统。镶白旗伯喜那之孙胡什从征广东有功，授云骑尉世职。镶红旗伊塞济之子额尔特从征陕西在平凉府与王辅臣作战阵亡，赠云骑尉世职。镶白旗阿密察元孙浑塔由委署参领，从征江西于建昌府有功，授云骑尉世职。镶红旗罗拖理曾孙扬石保从征吴三桂有功，授云骑尉世职，任佐领。
正白旗卓凌阿世居乌喇，归附年份不详，晚清重臣荣禄为其八世孙。

### 讷殷
正白旗明安努早期率同里归附，编佐领使其统领。其子瑚什那任护军校，从征雕窝城、北京、山东、潼关有功，授骑都尉兼一云骑尉，后任兵部理事官考绩称职授三等轻车都尉世职。明安努二弟阿都之孙图理从征吴三桂有功，授云骑尉世职。明安努三弟噶尔珠任领催，从征辉发、阿库里等地有功，授云骑尉，其子札秦袭职后三遇恩诏加至三等轻车都尉，从征广东有功授二等轻车都尉，其子斋山袭职后从征福建在盖峙山阵亡，赠为一等轻车都尉，斋山曾孙贵新袭职时改回云骑尉世职。
镶黄旗葛隆额曾孙雅尔泰任骁骑校，从征察哈尔、江西有功，优授骑都尉世职，官至副都统。

### 费德里

#### 吴理戡家族
正白旗吴理戡授喀伦章京，巡哨各处屡著劳绩，于古勒山之战击败叶赫等九国联军有功，授佐领。后于呼兰击败明朝总兵李如柏部加授副将衔。长子吴拜袭佐领，自幼被努尔哈赤收养，赐姓觉罗，位列十六大臣，从征辽东、察哈尔、宁远、朝鲜等地屡立战功加至三等男，因事削去世职。清军初次入塞时击败袁崇焕援兵有功，授一等轻车都尉，因事降为骑都尉。从征朝鲜、宁远、锦州、山海关、蒙古有功，加至一等子，官至内大臣。其子郎坦袭爵，官至领侍卫内大臣、昭武将军，曾出征雅克萨之战。其子拉馨、孙英兆等先后袭爵。
吴理戡次子苏拜任佐领，从征察哈尔、北京、锦州、山东、山海关、大同、四川等地屡立战功，优授三等子，遇恩诏授为二等子，因事革职后特恩授一等男世职，官至领侍卫内大臣，其子昂安霸、孙浩善、叙昌、曾孙伊尔泰、马尔泰等先后袭爵。苏拜之子和托任头等侍卫，从征陕西、湖广、云南有功，优授骑都尉兼一云骑尉世职，官至䕶军参领兼佐领。
温都理为吴理戡同族，其子外山任六品官，从征陕西、湖广，在岩山岭与马宝作战时阵亡，赠云骑尉世职。

### 其他地区

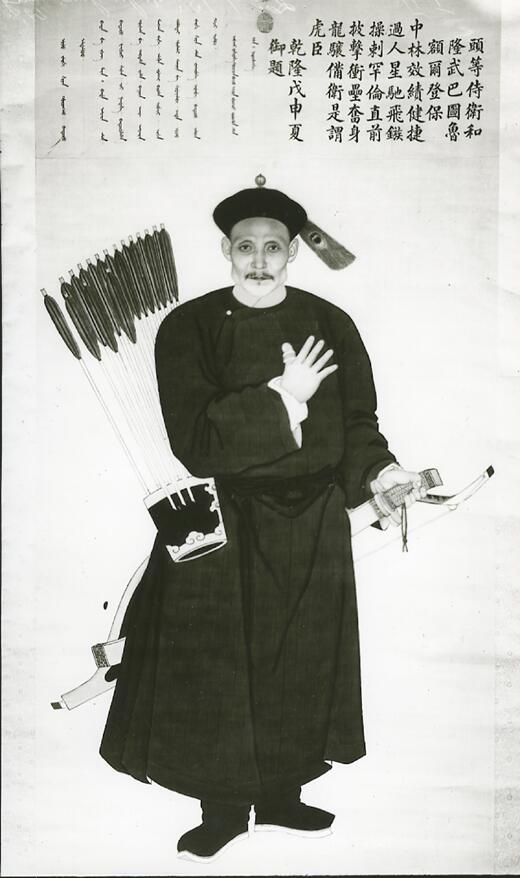
三等威勇忠毅公额勒登保

镶黄旗透登额世居蜚悠城，其曾孙本泰任护军校，从征浙江、云南有功，优授骑都尉世职，官至佐领；布纳泰任骁骑校，从征云南有功，授云骑尉世职，官至城门尉。正白旗额瑚德之子扈图任护军校，从征福建、湖广、山东等地，于曹县第一登城有功，授云骑尉世职，官至委署护军统领。镶红旗德普色曾孙德福任前锋侍卫，从征准噶尔阵亡，赠云骑尉世职。
正黄旗舒隆桑固理世居辉发，其四世孙阿林任前锋校，从征准噶尔阵亡，赠云骑尉世职。镶白旗达巴元孙屯珠瑚任防御，从征广西、云南有功，授云骑尉世职。镶蓝旗马屯曾孙戴音图任委署骁骑校，从征江西、云南有功，授云骑尉世职。镶蓝旗外山之子万达理任护军校，从征湖广于岳州府阵亡，赠云骑尉世职。
镶蓝旗桂勒赫世居虎尔哈，其子达尔珠从征北京、山东有功，授云骑尉，三遇恩诏加至三等轻车都尉，因无嗣由其亲兄之子戴察承袭。戴察从征广东、云贵有功，晋为二等轻车都尉，因无嗣由其亲叔之子珠沙理承袭。珠沙理从征云南立功，授一等轻车都尉，其孙四雅图袭职时定为骑都尉世职，因无嗣由其叔祖之子僧额图袭职，改为云骑尉世职，任佐领。桂勒赫之子沙尔虎达任佐领，从征瓦尔喀、大凌河、黑龙江、河南、江南、江西等地有功授予三等男，遇恩诏加至一等男兼一云骑尉，官至前锋统领，其子巴海袭爵后授宁古塔将军，因事革爵，后因任内从征雅克萨有功，授云骑尉，再晋为一等轻车都尉兼一云骑尉，因事又降为三等轻车都尉世职。其子四格、孙安泰、曾孙阿哈那等相继袭职，其中安泰官至杭州将军。正白旗甘塔堪世居虎尔哈，任护军参领，从征山东于曹县阵亡，赠云骑尉，其子盖思海袭职后，从征浙江有功，授为骑都尉，攻永兴县时阵亡，加赠一云骑尉世职，其亲侄富海、那尔赛、侄孙那音保等相继承袭。此外，甘塔堪之子噶尔泰官至刑部侍郎。
正蓝旗拜音达理世居殷城，从征北京、山东，于栖霞之战首先登城，赐巴图鲁号，授骑都尉，三遇恩诏加至二等轻车都尉，其子满达理承袭，后因事革退，满达理亲弟安达理袭职后从征云南有功，晋为一等轻车都尉，因无嗣由其亲弟赛音达理袭职。赛音达理之子萨尔图袭职时定为骑都尉兼一云骑尉世职。构色为拜音达理同族，从征厄鲁特噶尔丹有功授云骑尉世职，官至佐领。正蓝旗包衣雅木达为拜音达理同族，世居乌巴塔城，任佐领从征湖广于长沙阵亡，赠云骑尉世职。
正红旗噶哈世居雅尔湖，其曾孙钮尼雅哈任佐领，从征锦州、山海关有功，授骑都尉，任户部理事官期间考绩称职加一云骑尉世职，官至署副都统。噶哈元孙阿岱任防御，从征锦州、山海关、河南、江南等地有功，授云骑尉，三遇恩诏加至三等轻车都尉世职，其子雅亲等先后袭职；夸瞻任佐领，从征云南入缅擒获永历帝有功，优授骑都尉兼一云骑尉卒世职；噶尔珠任七品官，从征江西有功，授云骑尉世职。正白旗博穆波世居雅尔湖，其子瓦济玛任委署参领，从征湖广在长沙阵亡，赠云骑尉世职。
正红旗丰果世居吉阳，其五世孙吴尔琨授骑都尉，从征辽东、驻防海州有功晋为二等轻车都尉，征北京时于蓟州阵亡，因无嗣其亲兄之孙科魁袭职，因事降为骑都尉，三遇恩诏加回二等轻车都尉，又因事降为骑都尉兼一云骑尉，此后从征湖广、浙江立功，优授为二等轻车都尉，官至杭州将军，因事降为骑都尉兼一云骑尉世职。镶红旗苏炳额世居吉阳，与世居长白山的胡瞻为同族，其曾孙巴什官至甘肃巡抚；四世孙齐舒任川陕总督衙门笔帖式，于雍正八年以守护粮道有功，特赐云骑尉世职。正黄旗哈穆坦世居吉阳，其元孙满都理任护军校，从征察哈尔布尔尼有功，授云骑尉卒世职。
正蓝旗阿球世居沙晋穆尔吉，早年率族众及八十人归附，攻安州先登，赐巴图鲁号，编佐领使其统领。其孙岱禅任笔帖式，从征江西、湖广等地有功，优授骑都尉世职。阿球族叔僧柱任委署骁骑校，从征贵州击败郑成功部有功，授云骑尉世职。阿球巴图鲁族弟敦拜官至吏部尚书。阿球族侄塞克锡任委署䕶军参领，从征四川、陕西有功，授骑都尉世职，官至城门尉。
正蓝旗包衣僧锡世居沾城，任领催从征北京，攻顺义县首先登城，赐巴图鲁号，授骑都尉，后征朝鲜于桃山村阵亡，加赠一云骑尉世职。
正黄旗喀喀理世居噶哈里，其孙透特克攻定兴县立功，授云骑尉，因无嗣由其亲侄察楚承袭，察楚从征山海关有功，晋为骑都尉，三遇恩诏加至二等轻车都尉世职。
镶蓝旗宁古齐世居盖鸡，其曾孙吴立布任骁骑校，从征四川、陕西，于罗门阵亡，优赠为骑都尉兼一云骑尉世职。
正黄旗额赫爱达汉世居松花江，其元孙那齐哈任空衔章京，从征锦州、湖广有功，授云骑尉世职，遇恩诏授为骑都尉，其孙陶柱袭职时定为云骑尉世职，官至佐领。镶黄旗包衣卓当阿世居松花江，其曾孙鄂多什任佐领，元孙图克善因侍奉康熙帝敬谨小心，特恩赐骑都尉世职。
正黄旗特库尹世居黑龙江，天聪时期归附，从征北京、山东，于新泰之战第二登城阵亡，优赠骑都尉，因无嗣由其亲兄马宁阿袭职，定鼎燕京时击败农民军有功加一云骑尉世职。镶红旗喀拜世居黑龙江，奉命招抚黑龙江人丁有功，授云骑尉世职。
镶白旗伊巴库世居聂尔巴，从征湖广有功，授云骑尉世职。
镶白旗蒙古基巴颜世居佛讷赫，其孙鄂博诺任护军校，从征湖广、江西有功，授云骑尉两遇恩诏加至骑都尉兼一云骑尉世职，其从孙存柱袭职时因事革退停袭，乾隆元年特恩令存柱亲兄之孙六达色袭云骑尉世职。
正白旗格布库世居兴堪，其元孙色赫讷任护军校，从征浙江、云南有功，优授骑都尉世职。
镶白旗郭和世居乌费和罗，其子巴萨理任佐领，从征浙江，后驻防江宁时与郑成功部作战时阵亡，赠骑都尉世职。
镶蓝旗尼鲁汉世居浑春，其子尼都理任骁骑校，从征江西、湖广、广西、云南屡立战功，优赠骑都尉世职。正蓝旗扣岱世居浑春，其曾孙百喜任护军校，从征准噶尔阵亡，赠云骑尉世职。
正蓝旗赛华世居嘉通阿，其元孙西伯任宁夏将军，因为官勤奋有劳绩，康熙帝特赐骑都尉世职。
镶蓝旗泰锡世居福新得喜莽坎，早年率子弟归附，赐银牌，授扎尔固齐之职。其孙罗多理于员外郎任内考绩称职，授云骑尉世职。其子武什承袭，官至副都统兼佐领，其子章蔼、孙瞻塔海等先后袭职。泰锡曾孙巴锡官至云贵总督。泰锡亲弟萨尔哈达曾孙拜山任委署护军校，从征察哈尔布尔尼有功，授云骑尉世职，官至歩军校。
镶黄旗傅当阿世居辽河，天聪时期归附，其元孙额席特任护军校，从征准噶尔阵亡，赠云骑尉世职。
正白旗赫英额世居马察，其曾孙鄂启纳任护军校，从征江西、湖广、厄鲁特噶尔丹等有功，授云骑尉世职。
镶红旗赫墩世居伊兰倭赫，其子赫叶任前锋校从征云南有功，授云骑尉世职。
镶蓝旗惠堂阿世居卦尔察，其子雅兰泰任护军校，从征厄鲁特噶尔丹阵亡，赠云骑尉世职。
正蓝旗昭齐世居囊武，其曾孙迈格为马甲，从征大同于左卫城之战先登阵亡，赠云骑尉世职，其子鄂海袭职后因事革退停袭。
镶蓝旗阿都齐世居地不详，其孙元宝任前锋校，从征准噶尔阵亡，赠云骑尉世职，因无嗣由其亲侄苏凌阿承袭。
正黄旗额勒登保祖居那木都鲁，后拨往吉林乌喇，世为珠户，因平定大小金川、苗民、白莲教起事战功卓著，赠三等威勇忠毅公，其子谟尔赓额承袭一等威勇侯，因早夭无嗣，由额勒登保之侄哈郎阿承袭。此后，哈郎阿之子那铭、孙荣全、曾孙富康相继承袭侯爵至清末。

## 近现代名人
中国共产党早期领导人关向应出身长白山瓜尔佳氏。香港演员周海媚先祖为广州驻防镶白旗人。此外，中华民国前考试院长关中、演员胡茵梦；香港演员關山及其女兒关之琳、关宝慧；中国大陆演员关晓彤也有出自瓜尔佳氏的说法。